# Адміністративний устрій Томаківського району
Адміністративний устрій Томаківського району — адміністративно-територіальний поділ Томаківського району Дніпропетровської області на 1 міську громаду міста обласного значення, 1 селищну, 1 сільську громаду та 1 сільську раду, які об'єднують 55 населених пунктів та підпорядковані Томаківській районній раді. Адміністративний центр — смт Томаківка.

## Список громадТомаківського району
- Марганецька міська громада
- Мирівська сільська громада
- Томаківська селищна громада

## Список радТомаківського району
| № | Назва                       | Центр          | Населені пункти                                                                | Площа км² | Місце за площею | Населення (2001), чол. | Місце за населенням |
| - | --------------------------- | -------------- | ------------------------------------------------------------------------------ | --------- | --------------- | ---------------------- | ------------------- |
| 1 | Зеленогайська сільська рада | c. Зелений Гай | c. Зелений Гай с. Краснопіль с. Новокраснопіль с. Тарасівка с. Червоноукраїнка |           |                 |                        |                     |